# Trio pour cor, violon et piano

Le Trio pour piano, violon et cor en mi bémol majeur opus 40 est un trio pour piano, violon et cor naturel de Johannes Brahms. Composé en 1864-65, il fut créé le 7 décembre 1865 à Karlsruhe par le corniste Segisser, le violoniste Ludwig Straus et le compositeur au piano. Inspiré par la Forêt-Noire, Brahms écrivit à son ami Dietrich : « un matin je marchais, et au moment où j'arrivais là le soleil se mit à briller entre les troncs des arbres ; l'idée du trio me vint à l'esprit avec son premier thème ».

## Analyse de l'œuvre
1. Andante
2. Scherzo (allegro en mi bémol majeur à 
)
3. Adagio mesto (en mi bémol mineur, à 
)
4. Finale: Allegro con brio ( à 
)

- Durée d'exécution : trente minutes.

## Autres
En 2006, le corniste tchèque Radek Baborák a créé un arrangement de l’œuvre en forme de concerto pour cor, violon et orchestre élaboré par le compositeur Miloš Bok,.